# Manoba major
Manoba major är en fjärilsart som beskrevs av Sergius G. Kiriakoff 1958. Manoba major ingår i släktet Manoba och familjen trågspinnare. Inga underarter finns listade i Catalogue of Life.